# Aristea humbertii
Aristea humbertii är en irisväxtart som beskrevs av Joseph Marie Henry Alfred Perrier de la Bâthie. Aristea humbertii ingår i släktet Aristea och familjen irisväxter.
Artens utbredningsområde är Madagaskar. Inga underarter finns listade i Catalogue of Life.